# 哈瓦-薩里薩里尼亞馬國家公園
4°44′59″N 64°24′2″W / 4.74972°N 64.40056°W
哈瓦-薩里薩里尼亞馬國家公園（西班牙語：Parque nacional Jaua-Sarisariñama）是委內瑞拉的國家公園，位於該國東南部，由玻利瓦爾州負責管轄，面積3,300平方公里，始建於1978年12月12日，最高點海拔高度2,400米。

## 外部連結
- Inparques: Jaua-Sarisariñama